# (9525) 1981 EF11
(9525) 1981 EF11 (1981 EF11, 1977 DH9, 1994 PS19) — астероїд головного поясу, відкритий 1 березня 1981 року.
Тіссеранів параметр щодо Юпітера — 3.473.